# لويس جيسوس
لويس جيسوس (بالبرتغالية: Luís Jesus‏) هو منافس ألعاب قوى برتغالي، ولد في 19 نوفمبر 1968.

## وصلات خارجية
- لويس جيسوس على موقع الاتحاد الدولي لألعاب القوى (الإنجليزية)
- لويس جيسوس على موقع الاتحاد الأوروبي لألعاب القوى (الإنجليزية)
- لويس جيسوس على موقع أوليمبيديا (الإنجليزية)